# 酒精喷灯
酒精喷灯是一种化学实验中提供高温的化学仪器，分为座式喷灯和挂式喷灯两种。

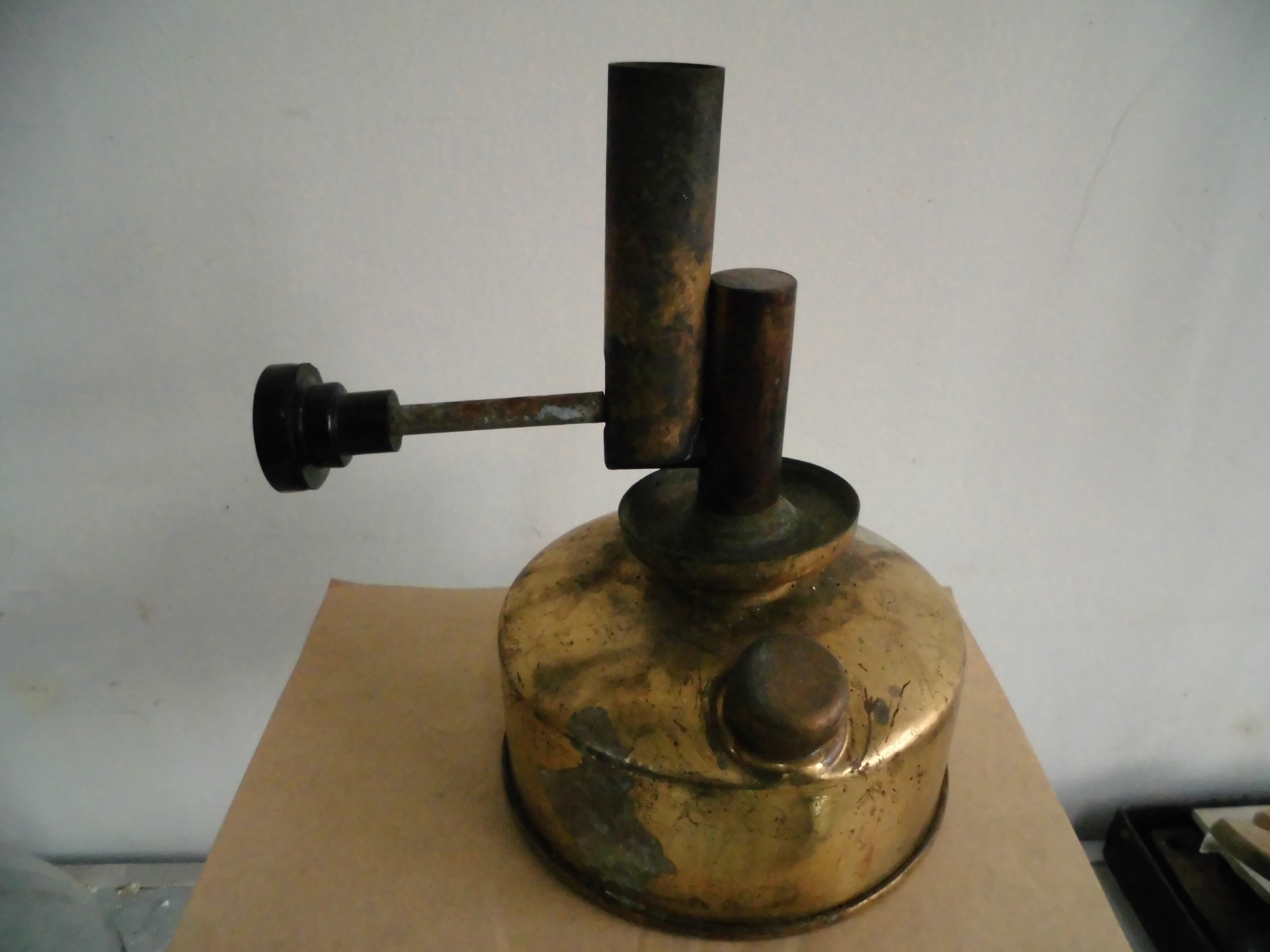
座式酒精喷灯

## 座式喷灯
座式喷灯的酒精贮存在灯座内。酒精喷灯的火焰温度可达800~1,000℃左右。

### 构造
学校化学实验室中使用的座式酒精喷灯，由灯管、空气调节器、引火碗、螺旋盖、贮酒精罐等部分构成。火焰温度在800℃左右，最高可达1,000℃，工作半小时消耗200毫升左右的酒精。

### 使用方法

#### 使用前
旋开酒精喷灯加注酒精的螺旋盖，通过漏斗把酒精倒入贮酒精罐。为了实验的安全，贮酒精罐中酒精的量不可超过罐内容积的80%（约200毫升）（中国大陆学校规定不得超过三分之二）。随即将盖旋紧，避免漏气。然后把灯身倾斜70度左右，使灯管内的灯芯沾湿，以免灯芯烧焦。
灯管内的酒精蒸气喷口，容易被灰尘微粒等堵塞，堵塞后就不能引燃，所以每次使用前必须检查喷口是否堵塞，如发现堵塞，就应该用通针或细钢针把喷口刺通。

#### 使用中
在引火碗内注2/3容量的酒精（不能撒到引火碗外面，防止酒精燃烧入贮酒精罐发生大面积酒精燃烧），用火柴把引火碗中的酒精点燃，对灯管加热（此时要转动空气调节器把入气孔调到最小），待酒精气化，从喷口喷出时，引火碗内燃烧的火焰便可把喷出的酒精蒸气点燃。如不能点燃，也可用火柴来点燃。
当喷口火焰点燃后，再调节空气量，使火焰达到所需的温度。在一般情况下，进入的空气越多，也就是氧气越多，火焰温度越高。

#### 使用结束
熄灭喷灯，可用事先准备的湿抹布平压灯管上口，火焰即可熄灭，然后垫着布旋松螺旋盖（以免烫伤），使罐内温度较高的酒精蒸气逸出。
1. ↑  张禄梅; 茹立军; 李文有.  第1版. 重庆: 重庆大学出版社. 2015: 25–26  [2023-02-06]. ISBN 9787562494140.